# Maesa tomentella
Maesa tomentella är en viveväxtart som beskrevs av Carl Christian Mez. Maesa tomentella ingår i släktet Maesa och familjen viveväxter. Inga underarter finns listade i Catalogue of Life.